# کیرشبرگ (هونسروک)
شهر کیرشبرگ (به آلمانی: Kirchberg) در ایالت راینلند-فالتز در کشور آلمان واقع شده‌است.

## نگارخانه

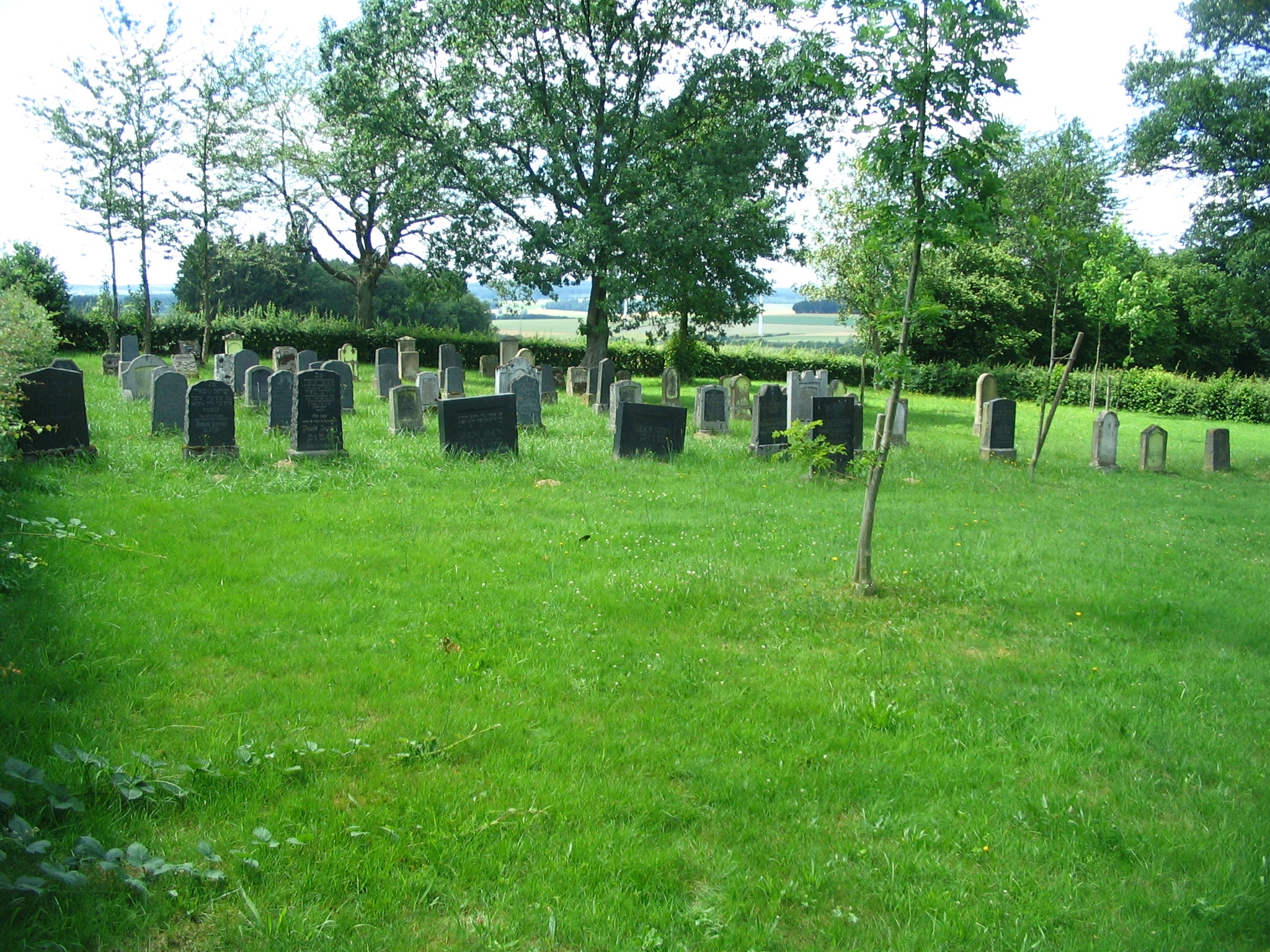
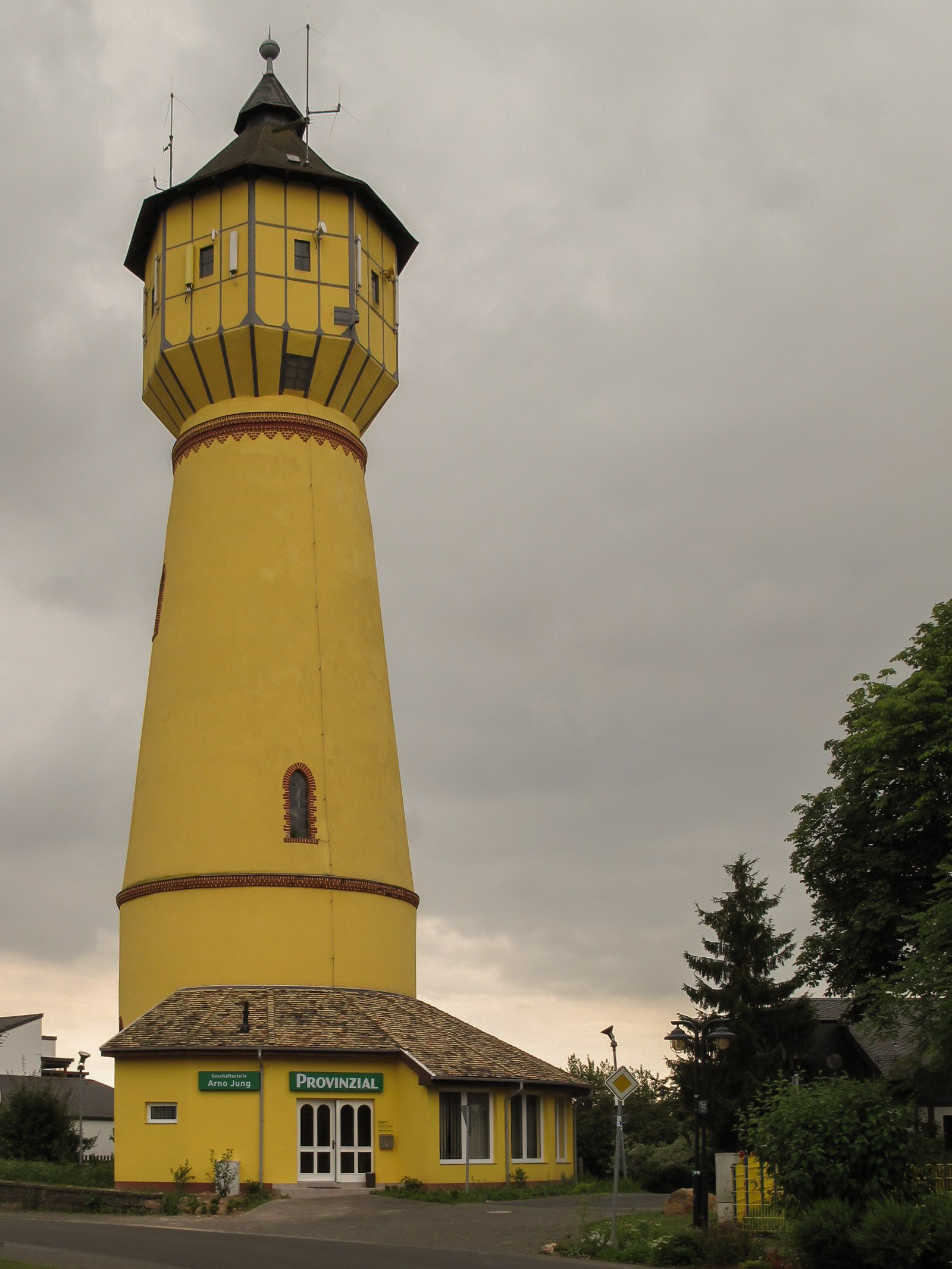
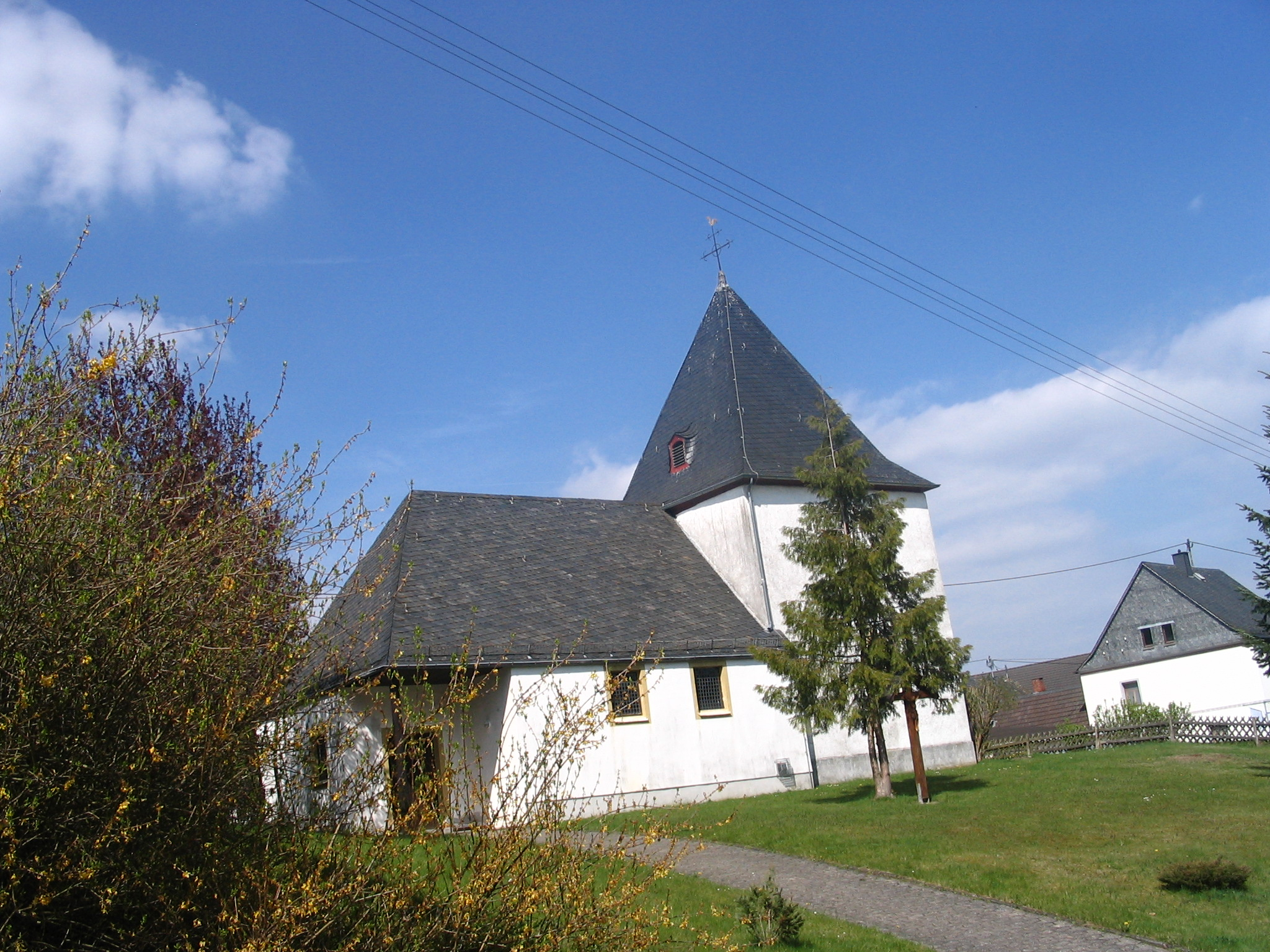